# Mont Saint-Michel (Vogesen)
Der Mont Saint-Michel, deutsch: Michaelsberg, in den Nordvogesen ist ein 437 m hoher Berg im Elsass oberhalb der Stadt und Abtei Saint-Jean-Saverne (deutsch St. Johann bei Zabern). Er beherbergt ein Michaels-Heiligtum wie sein berühmterer Namensvetter in der Normandie, steht jedoch historisch mit diesem in keinerlei Verbindung.

## Geschichte
Der Berg, in älteren mittelalterlichen Quellen Hertenstein (Ersterwähnung 1126) oder später Bruderberg bzw. Bruderstein (nach einem hier lebenden Eremiten) genannt, war bereits in keltischer und römischer Zeit besiedelt. Von einer keltischen Stadt aus der La-Tène-Zeit – heute Heidenstadt genannt – sind noch zwei 400 m lange parallele Wälle, die im Abstand von 700 m in West-Ost-Richtung durch den Wald verlaufen, deutlich zu erkennen. Die Anlage hatte auf beiden Seiten je ein Zangentor.
Zeugen der römischen Besiedlung sind ein Grenzstein mit einer rudimentären Inschrift (P V), die so interpretiert wird, dass hier öffentliches Gelände (publicus) auf privates stieß, sowie ein auf 64 m Länge erhaltener Plattenweg mit Wagen-Spurrillen, der mit einer Steigung von 30 % den Berg hinaufführte.
Die Geschichte des Berges als Michaelsheiligtum beginnt erst 1593. In diesem Jahr gründete Johann Schreyer, Abt von St. Johann bei Zabern, eine lokale St.-Michaels-Bruderschaft und baute die ältere Eremitenkapelle zum Wallfahrtsort aus. Jetzt erst wurde der Berg nach dem Heiligen Michael benannt (seinerzeit deutsch St. Michaelsberg). Nach mehreren Verwüstungen im Dreißigjährigen Krieg, in der Französischen Revolution und in zwei Weltkriegen, denen jeweils Restaurierungen 1686, 1848 und 1952 folgten, ist an älterer Innenausstattung nichts mehr verblieben.
In den 1990er Jahren wurde das gesamte Gelände rund um den Mont Saint-Michel dokumentarisch aufbereitet, ein archäologischer Wanderpfad angelegt und mit Erklärungstafeln versehen.

## Geografie

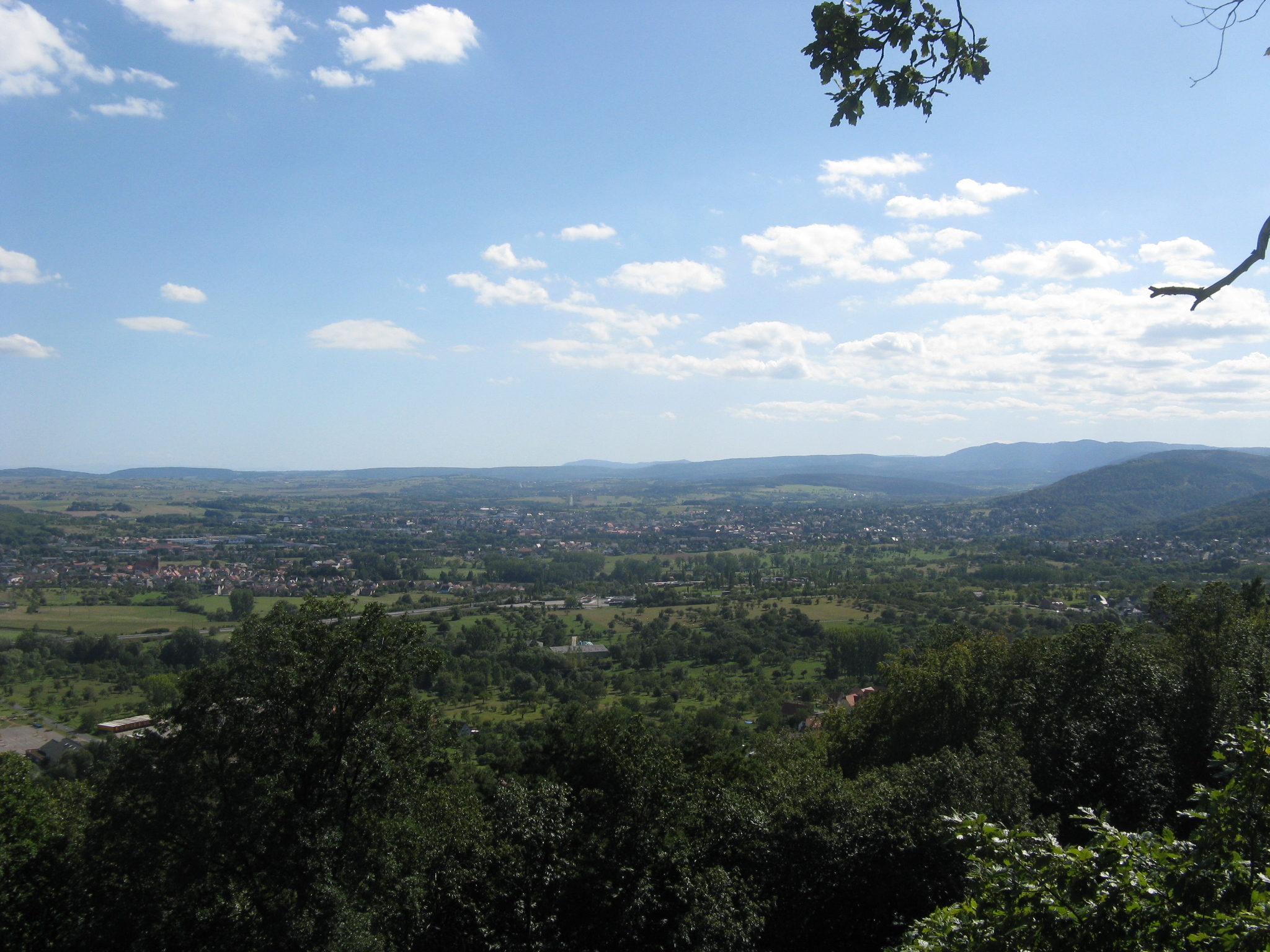
Blick auf Saint-Jean-Saverne vom Mont St. Michel

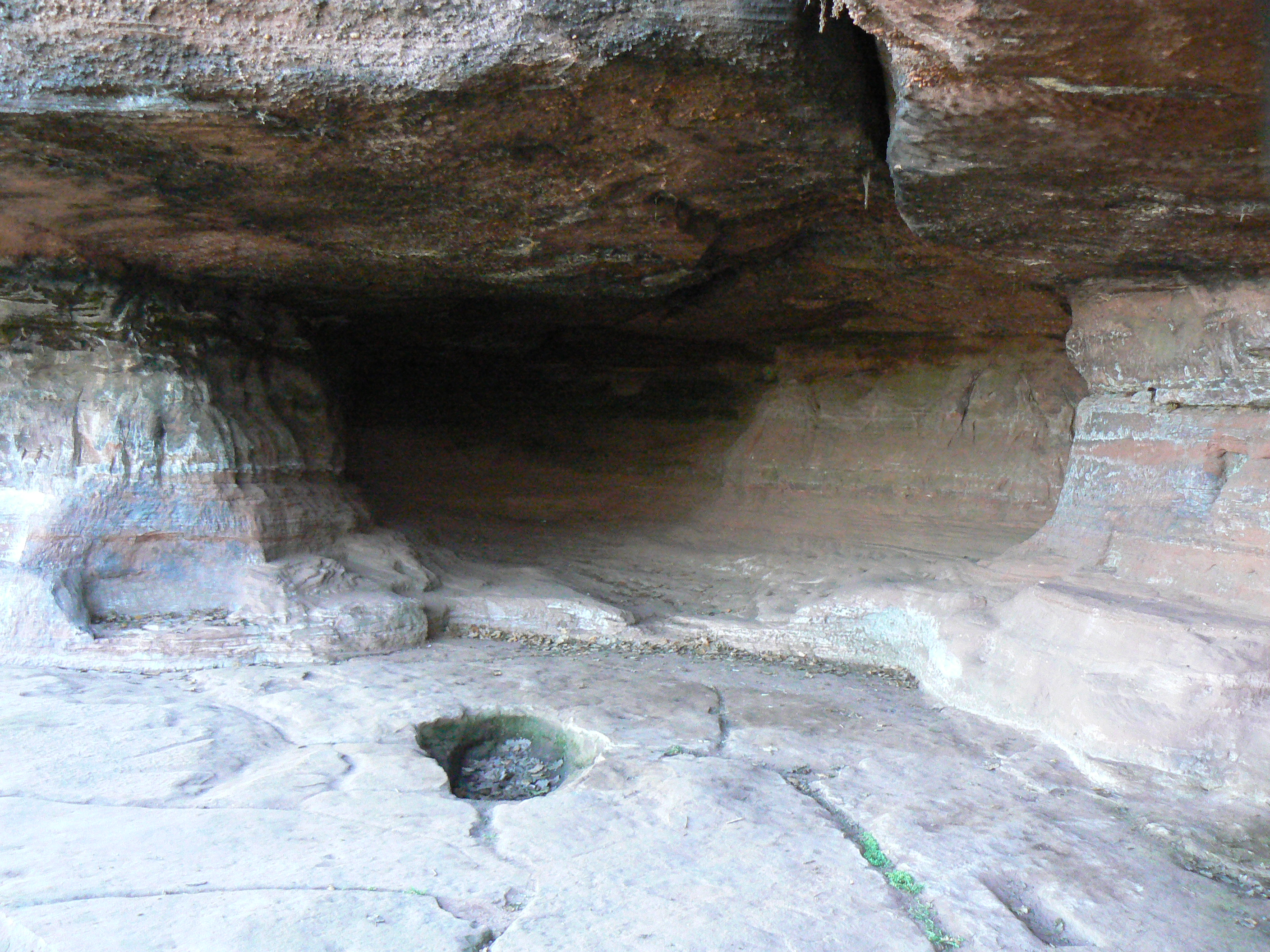
Feengrotte mit Hexenloch

Der Berg ist größtenteils bewaldet; es alternieren Laub- und Nadel- sowie Mischwälder. Diese werden immer wieder von spektakulären Buntsandstein-Felsformationen durchbrochen.
Vom Plateau auf dem Höhenrücken, auf dem sich das Heiligtum befindet, hat man eine Aussicht auf Saint-Jean-Saverne mit seiner Abtei und dem Nachbarort Eckartswiller, auf Ernolsheim im Norden sowie nach Osten in die weite Ebene des Hanauer Landes in Richtung des Rheins, bei klarem Wetter bis zu den Schwarzwaldhöhen.
Der Mont Saint-Michel bildet einen gemeinsamen Höhenzug mit dem Frohnberg, einem mittelalterlichen Steinbruch, dem Daubenschlagfelsen mit den Ruinen der Burg Warthenberg über Ernolsheim im Norden sowie mit dem Viergemeindenwald und dem Frauenwald im Westen; dazu gehört auch der Ertmura, die mit 437 m Höhe höchste Erhebung dieses Komplexes. Als geologische Attraktionen zählen neben interessanten Felsformationen wie Rocher des Dames und Rocher des Plates im Süden insbesondere auch die Stampflöcher im Nordwesten des Frauenwalds; hier handelt es sich um mehr als 30 Löcher, die mutmaßlich im Mittelalter die Bauern in Kriegszeiten, wenn sie ihre Dörfer verlassen mussten, in eine große Felsplattform getrieben haben, um darin ihr Getreide zu stampfen. Meist sind die Löcher mit Wasser gefüllt. Einer lokalen Tradition zufolge sind die sehr ähnlichen Löcher am Frohnberg indes viel älter und dienten bereits den Kelten aus Heidenstadt als Opferstätten.
Der Höhenzug war durch seine abseitige Lage im Mittelalter durch Mythen und Sagen geprägt. Ein Naturdenkmal ist die Grotte aux fées, jene Höhle unter einem überhängenden Sandsteinfelsen, in der der Eremit gelebt haben soll. Zuvor soll sie Heimstätte von Hexen gewesen sein. In einer rätselhaften Vertiefung im Steinboden, Hexenloch genannt, soll im 12. Jahrhundert Itha, die Ehefrau des Peter von der Lützelburg, von ihrem Mann, der sich wegen ihrer magischen Kulte vor ihr fürchtete, lebendig begraben worden sein. Vermutlich war die Vertiefung bereits eine merowingische Grablege. Über dieser Grotte liegt der Michelsberger Hexentanzplatz, ein steinernes Rund und mutmaßlich bereits in keltischer Zeit ein druidischer Kultfelsen.

## Archäologischer Wanderpfad

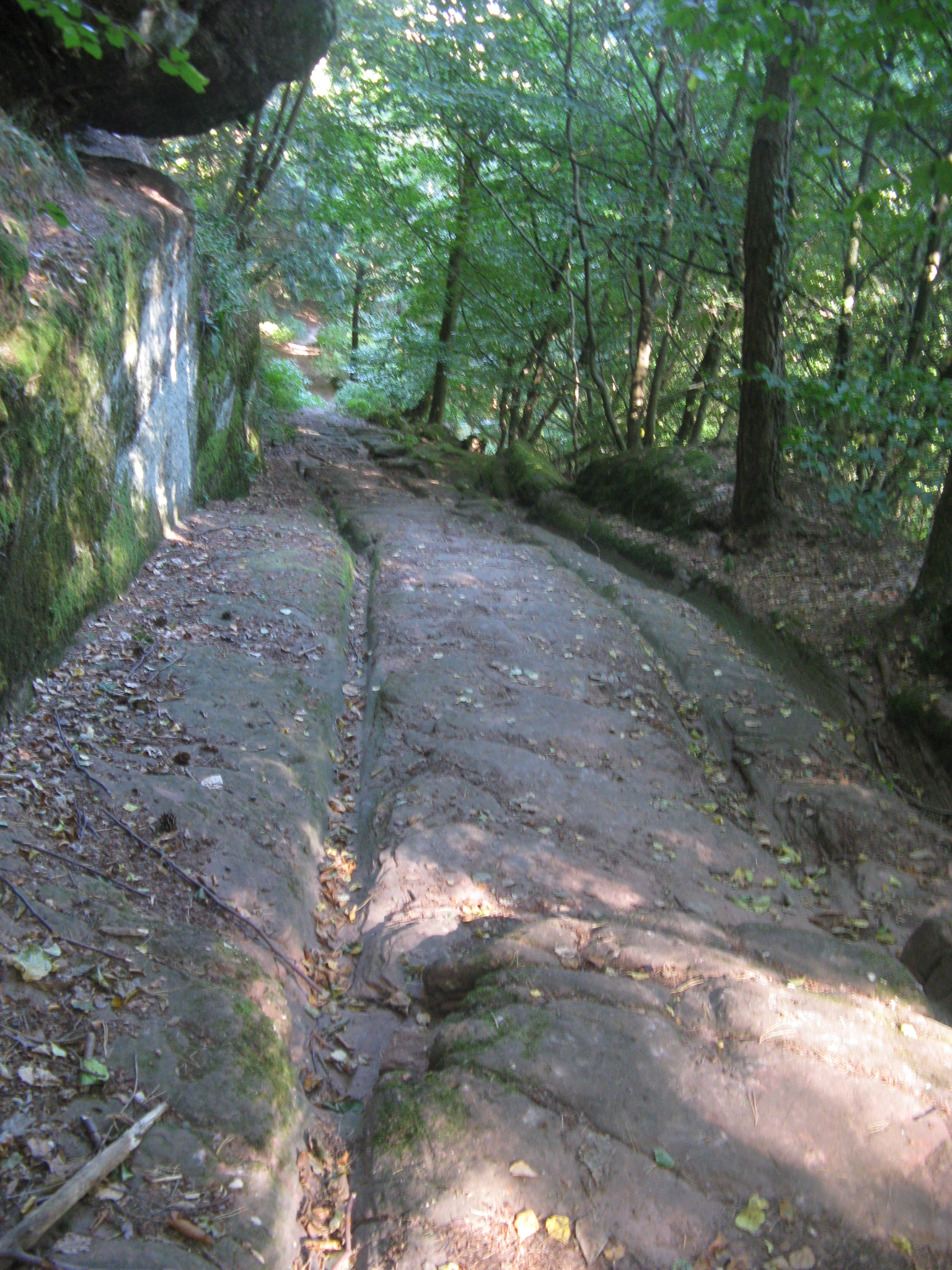
Römischer Plattenweg

Der archäologische Wanderpfad geht vom Wanderparkplatz „Croix de Langenthal“ (401 m) aus. Hier erinnert ein steinernes Kreuz (1888 einen älteren Bildstock ersetzend) mit einer Inschrift an einen schwedischen Offizier namens Aelrichsen, der im Dreißigjährigen Krieg an dieser Stelle getötet wurde. Er gehörte der plündernden Armee des Generals Ernst von Mansfeld an, die mit seiner Truppe 1621/22 im Elsass überwinterte. Die Datierung "1611" gibt Rätsel auf; sie ist möglicherweise ein Lesefehler bei der Übertragung der Inschrift von dem zerstörten Bildstock.
Der 8,5 km lange Haupt-Wanderpfad, durch ein Netz von miteinander kombinierbaren Nebenwegen variierbar und erweiterbar, berührt alle prähistorischen, römischen und mittelalterlichen Stätten des Höhenzuges, zu dem der Mont Saint-Michel gehört, und hat einen Anteil am Biosphärenreservat Pfälzerwald-Vosges du Nord.